# II. Ottó meisseni őrgróf
(Gazdag) Ottó (1125 – 1190. február 18.) meisseni őrgróf 1156-tól haláláig.
Nagy Konrád fiaként született, és édesapja halála után örökölte az őrgrófságot. Uralkodása idején fel a freibergi ezüstbányát, amely kincseivel jelentős jövedelemforrást biztosított Ottó számára. Ottó alapította Freiberg és Eisenberg városát, és ő adományozta Lipcsének a városi jogot.
1166-tól kezdve a Wettin-család többi tagjaival együtt harcolt Oroszlán Henrik szász herceg ellen. Uralkodása végét beárnyékolta a családjában zajló problémák. Ottó ugyanis feleségére hallgatva idősebb fia, Albert mellőzésével ifjabb fiát, Dietrichet igyekezett örökösévé tenni. 1189-ben Albert fellázadt édesapja ellen, és Döben várába záratta. I. Frigyes német-római császár parancsára ugyan Ottó hamarosan kiszabadult a fogságból, de fiát – rövidesen bekövetkező – haláláig nem volt képes kiengesztelni. Meissen élén végül Albert követte.